# Спортивний центр Тандерберд імені Дага Мітчела
Спортивний центр Тандерберд ім. Дага Мітчела — льодова арена, що знаходиться недалеко від межі міста Ванкувер, у кампусі Університету Британської Колумбії. Вона є домашнім майданчиком для чоловічої і жіночої хокейної команди UBC Thunderbirds (дослівно — Громовий птах).
Арена використовувалася на зимових Олімпійських іграх 2010 для ігор чоловічого і жіночого хокею, а також на Паралімпіаді 2010.

## Історія

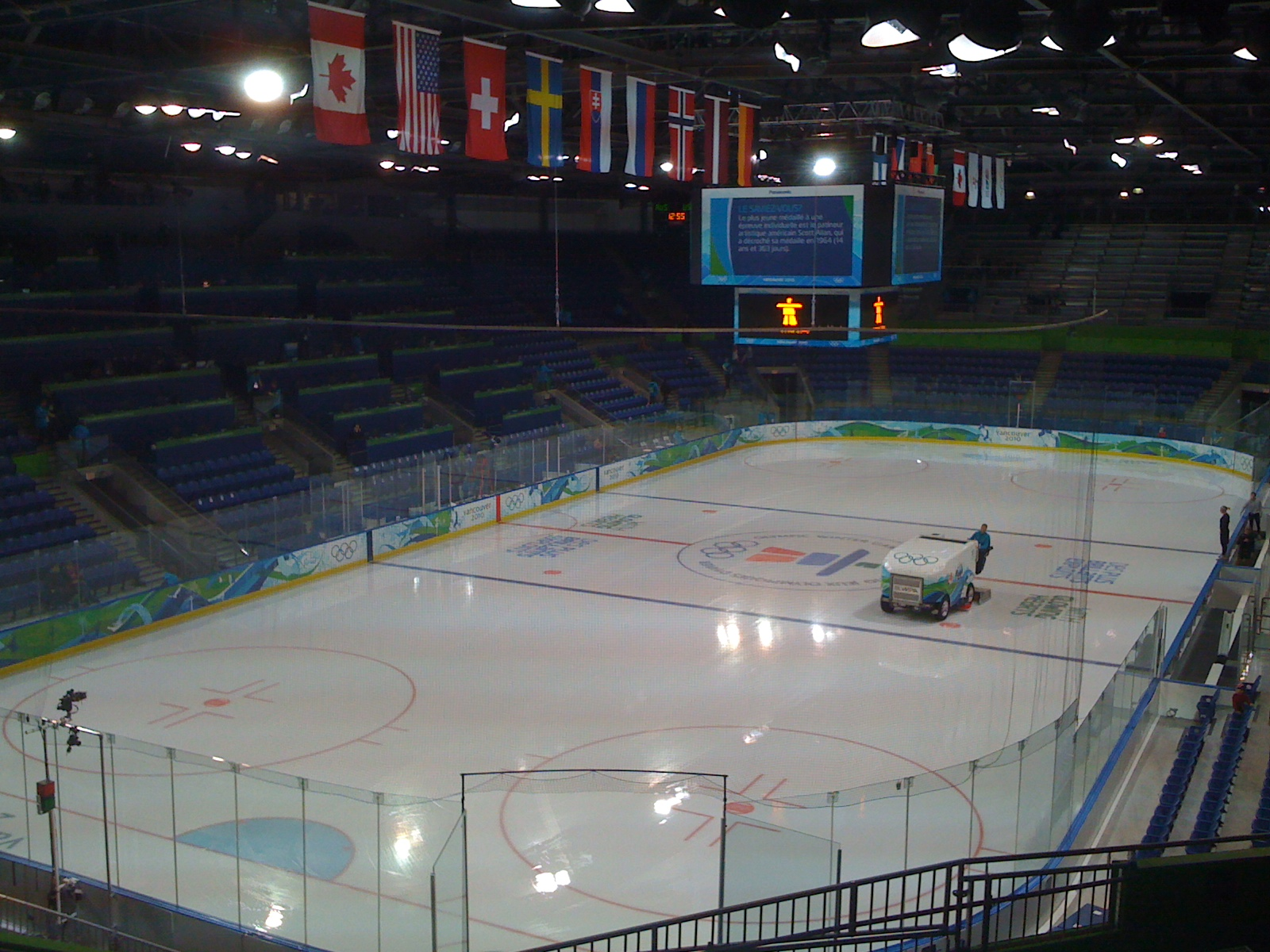

Перший льодовий майданчик був побудований у жовтні 1963 року і отримав назву Father Bauer Arena. Вона була названа на честь покійного батька Давида Бауера, який разом з Бобом Хіндмарчем заснував першу національну команду Канади з хокею UBC в 1963 в рамках підготовки до Зимової Олімпіади 1964. Згодом Тандерберд Арена UBC замінив Father Bauer Arena як основний у цьому спортивному центрі. Будівництво розпочалося у квітні 2006 року одночасно з ремонтом Father Bauer Arena. Нова арена стадіону була відкрита 7 вересня 2008, а 21 серпня 2009 року арена була перейменована в Спортивний центр Тандерберд ім. Дага Мітчела на честь Дага Мітчела, випускника університету Британської Колумбії, а в майбутньому відомого адвоката.

## Структура
Основна ковзанка має 5033 постійних місць, інші 1800 — тимчасові місця, встановлюються для ажіотажних ігор і заходів, через це арена може бути збільшена до 7500 осіб. Ковзанки Father Bauer Arena і Rink C мають 980 і 200 місць відповідно.